# Piotr Rudomina-Dusiacki (kasztelan)
Piotr Rudomina-Dusiacki (zm. 1649) – kasztelan dorpacki (1639-1643) i smoleński (1643—1649), starosta uświacki (1623-1640).

## Życiorys
Przedstawiciel rodziny Rudominów herbu Trąby. Brat Jana, kasztelana nowogródzkiego, i Krzysztofa, wojewody mińskiego. 
Absolwent kolegium jezuickiego w Nieświeżu i Akademii Wileńskiej, gdzie należał do Sodalicji Mariańskiej.
Uczestnik wojen ze Szwecją 1600-1629 pod rozkazami Jana Karola Chodkiewicza oraz z Rosją w l. 1609-1618 i 1632-1634.
W 1615 r. był tytułowany dworzaninem i strukczaszym królewskim. Aktywny działacz samorządu szlacheckiego w powiecie brasławskim. Kolejno podstoli (1620-1621), wojski (1621-1624) i chorąży brasławski (1624-1639). Przez szlachtę tegoż powiatu został wybrany deputatem do Trybunału Litewskiego w 1619 i 1626 r. oraz posłem na sejmy w 1631, 1632 i w 1635 r. (prawdopodobnie na sejm zwyczajny i na pewno na sejm nadzwyczajny). Był członkiem konfederacji generalnej zawiązanej 16 lipca 1632 roku. Nie brał udziału w sejmie elekcyjnym 1632 roku z racji pełnienia urzędu chorążego – szlachta brasławska na sejmiku relacyjnym po konwokacji obarczyła go obowiązkiem czuwania nad bezpieczeństwem w powiecie i nakazała pozostanie w domu. Na sejmie nadzwyczajnym 1635 r. został deputatem z województwa wileńskiego do Trybunału Skarbowego Litewskiego.
Poseł na sejm 1639 roku, sejm 1645 roku.
Mianowany kasztelanem dorpackim w 1639 r., następnie smoleńskim w 1643 r. W l. 1623-1640 dzierżawił starostwo uświackie.